# Heinz von Cramer
Pour les articles homonymes, voir Cramer.
Heinz von Cramer (né le 12 juillet 1924 à Stettin, mort le 24 mars 2009 à Viterbe) est un écrivain allemand.

## Biographie
Heinz von Cramer grandit en tant que fils de parents baltes dans la ville de garnison de Potsdam. Au lieu de devenir agriculteur ou officier de réserve après le testament de ses parents, il étudie la musique à Berlin de 1938 à 1943, notamment avec Boris Blacher. En 1944, il déserte et disparaît à Berlin. (Selon d'autres sources, il aurait dû vivre caché à cause de son origine juive à Berlin.) Après la Seconde Guerre mondiale, il travaille comme dramaturge, metteur en scène et ensuite comme auteur de théâtre radiophonique pour la RIAS. Pendant ce temps, il écrit également des livrets d'opéra et des ballets pour Boris Blacher, Hans Werner Henze et Gottfried von Einem.
En 1953, Cramer émigre en Italie et vit comme écrivain indépendant sur l'île de Procida en Italie.

## Œuvre
Romans
- Kaiserin Soraya. Liebe und Intrigen in Persien. Nach zeitgenössischen Quellenwerken frei bearbeitet von Heinz Cramer. Berlin/Düsseldorf: Deutsche Buchvertriebs- und Verlags - Gesellschaft, 1954
- San Silverio Cologne, Berlin; Kiepenheuer & Witsch, 1955
- Die Konzessionen des Himmels. Hambourg: Hoffmann und Campe, 1961
- Die Kunstfigur. Hambourg: Hofmann und Campe 1961
- Der Paralleldenker. Hambourg: Hoffmann & Campe, 1968
- Die Wilden vom Kap. List. 1968.

Nouvelles
- Leben wie im Paradies. Hamburg: Hoffmann und Campe, 1964

Livrets d'opéra
- 1946/1947 : Die Flut ; Musique : Boris Blacher
- 1952 : Preußisches Märchen ; Musique : Boris Blacher
- 1953 : Der Prozess ; avec Boris Blacher d'après le roman de Franz Kafka, Musique : Gottfried von Einem
- 1959 : König Hirsch ; Musique : Hans Werner Henze

## Source de la traduction
- (de) Cet article est partiellement ou en totalité issu de l’article de Wikipédia en allemand intitulé « Heinz von Cramer » (voir la liste des auteurs).